# 庄子直志
庄子 直志（しょうじ なおゆき、1995年5月25日 - ）は、岩手県盛岡市出身のハンドボール選手。3.リーガ（ドイツ3部）のライン＝ネッカー・レーヴェン2所属。

## 経歴
盛岡市立大宮中学校時代は2010年の第19回JOCジュニアオリンピックカップで優秀選手賞を受賞。
中学卒業後は岩手県立不来方高等学校へ進学。2011年は日本代表U-16に選ばれた。
2013年は全国高等学校総合体育大会ハンドボール競技大会（インターハイ）で優秀選手に選ばれた。同年8月には第5回男子ユース世界選手権の日本代表U-19に選出された。
高校卒業後は国士舘大学へ進学し、2014年は第14回男子ジュニアアジア選手権の日本代表U-21に選出。
2015年は関東学生ハンドボール・秋季リーグで優秀新人賞を受賞した。
2018年2月に日本ハンドボールリーグの湧永製薬へ加入。7月に第24回世界学生選手権の日本代表U-24に選出された。
2019年6月28日に選手登録を抹消され、ドイツのライン＝ネッカー・レーヴェン2へ移籍。

## 詳細情報

### 年度別成績
| 年       | チーム   | 試合 | フィールド 得点 | 率   | 7m  | 合計  | 警告 | 退場 | 失格 |
| -------- | -------- | ---- | --------------- | ---- | --- | ----- | ---- | ---- | ---- |
| 2017-18  | 湧永製薬 | 1    | 0/0             | -    | 0/0 | 0/0   | 0    | 0    | 0    |
| 2018-19  | 湧永製薬 | 24   | 20/38           | .526 | 0/0 | 20/38 | 3    | 2    | 0    |
| JHL：2年 | JHL：2年 | 25   | 20/38           | .526 | 0/0 | 20/38 | 3    | 2    | 0    |

- 各年度の太字はリーグ最高

### 記録

#### 日本ハンドボールリーグ
- フィールドゴール初得点：2018年9月22日、対トヨタ車体戦（境港市民体育館）[10]

### 背番号
- 31 (2018年 - )

## 代表歴

### 日本代表U-24
- 世界学生選手権 (2018年)

### 日本代表U-21
- ジュニアアジア選手権 (2014年)

### 日本代表U-19
- ユース世界選手権 (2013年)

### 日本代表U-16
- 日韓スポーツ交流 (2011年)